# ماکلون‌ها
ماکلون‌ها (گرجی: მახელონები) (Machelônes, Machelonoi; یونانی: Μαχελῶνες) یک قبیله کولخیسی بودند که در جنوب فاسیس (رودخانه ریونی امروزی، گرجستان غربی) قرار داشتند. در منابع کلاسیک چندین اشاره به آنها وجود دارد. این گروه ممکن است همان گروه قومی باشند که پلینیوس (NH 6.4.11) آنها را بین رودخانه اوفیس (ترکیه امروزی) و Prytanis قرار داده‌است.
لوسیان نویسنده قرن اول پس از میلاد نیز دربارهٔ ماچلیایی‌ها و فرمانروای آنها اظهار نظر می‌کند، اما به نظر می‌رسد این روایت کاملاً تخیلی باشد. بطلمیوس، در اوایل قرن دوم پس از میلاد، از شهر Mechlessos در مرز کولخیس نام می‌برد، اما هیچ چیز اساسی اضافه نمی‌کند. نویسنده معاصر او، آرین، سانوی، دریل، ماکلونوی، هنیوچی، زدریتای و لازوی را در جهت غرب به شرق فهرست می‌کند (Perip. 1 1.1-2). دیو کاسیوس (۱۹/۶۸) که در اوایل قرن سوم دربارهٔ رویدادی صد سال قبل از آن (۱۱۷ پس از میلاد) می‌نویسد، نقل می‌کند که ماکلونوی و هنیوچوی همسایه توسط یک «پادشاه»، آنکیالوس، که تسلیم امپراتور روم تراژان بود، اداره می‌شدند. در Periplus Ponti Evcines ناشناس (احتمالاً پس از قرن چهارم) اشاره ویژه‌ای وجود دارد که هر دو Machelones و Heniochoi زمانی Ekcheireis نامیده می‌شدند. کشوری به نام ماکلونیا، دولت متکی به شاهنشاهی ایرانی ساسانی، در سنگ‌نوشته شاپور یکم بر کعبه زرتشت (کعبه زرتشت)، کتیبه سه زبانه اواسط قرن سوم پس از میلاد در مورد فعالیت‌های شاپور اول، مسائل سیاسی، نظامی و مذهبی قرار دارد. در این مورد، مترادف با کلخیس به نظر می‌رسد.
ماکلون‌ها از نظر قومی با ماکرون‌های همسایه (قبیله‌ای که تصور می‌شود اجداد مینگلیان‌های امروزی، گروهی زیرقومی از مردم گرجستان هستند)، از حداقل قرن پنجم قبل از میلاد، نسبت قومی داشتند.